# Nolan Hoffman
Nolan Hoffman (ur. 23 kwietnia 1985 w Franschhoek) – południowoafrykański kolarz torowy i kolarz szosowy, srebrny medalista mistrzostw świata w kolarstwie torowym.

## Kariera
Do 2011 roku Hoffman startował tylko w zawodach kolarstwa szosowego, wygrywając kilka wyścigów na arenie krajowej. W 2011 roku zaczął startować także w kolarstwie torowym, zdobywając tytuły mistrza RPA w madisonie, drużynowym wyścigu na dochodzenie, wyścigu punktowym i scratchu. W tym samym troku wystąpił na igrzyskach afrykańskich w Maputo zdobywając złote medale w drużynowej jeździe na czas oraz wyścigu ze startu wspólnego. Podczas mistrzostw świata w Melbourne w 2012 roku wywalczył srebro w scratchu, ulegając tylko Brytyjczykowi Benowi Swiftowi.